# 扎布迪尔·博伊尔斯顿
扎布迪尔·博伊尔斯顿（英語：Zabdiel Boylston，1679年3月9日—1766年3月1日，FRS）是一位美国波士顿地区的医生，由于北美的第一所正规医学院在1765年才成立，博伊尔斯顿那时期的医生还是以“学徒制”的方式培养。他创造了许多个“北美第一”，如第一次由北美的医生进行的外科手术，在1710年首次切除了胆囊结石，并在1718年首次切除了乳腺肿瘤，也是北美第一个进行天花人痘接种的医生。他是美国第二任总统约翰·亚当斯（1735－1826）的叔外公。